# Leichtathletik-Länderkampf der Männer 1977 BR Deutschland – USA
| 10. Leichtathletik-Länderkampf mit bundesdeutscher Beteiligung 1977 | 10. Leichtathletik-Länderkampf mit bundesdeutscher Beteiligung 1977 |
| ------------------------------------------------------------------- | ------------------------------------------------------------------- |
|                                                                     |                                                                     |
| Ländervergleich der Männer: BR Deutschland – USA                    |                                                                     |
| Austragungsort                                                      | Gelsenkirchen                                                       |
| Wettbewerbe                                                         | 21                                                                  |
| Datum                                                               | 25./26. Juni                                                        |
| 1. USA 2. FRG                                                       | 118 Punkte 104 Punkte                                               |
| Chronik                                                             |                                                                     |
| ← DNK-FRG Geher (F)                                                 | FRG-USA (F) →                                                       |

Der zehnte Vergleich des Länderkampfjahres 1977 brachte den bundesdeutschen Männern wieder einen Länderkampf mit der weltstärksten Leichtathletiknation USA. Alle vorangegangenen neun Begegnungen hatten für die Bundesrepublik mit Niederlagen geendet. Im Ruhrgebiet kam es am 25./26. Juni in Gelsenkirchen zu diesem Aufeinandertreffen. Die Frauen trugen am selben Ort parallel einen Länderkampf mit den US-Amerikanerinnen aus.

## Modus
Auf dem Programm stand neben den bei Länderkämpfen üblichen zwanzig Disziplinen zusätzlich noch ein Wettbewerb im Bahngehen über 10.000 Meter. Aus dem olympischen Wettbewerbskatalog fehlten nur der Marathonlauf, die beiden Disziplinen im Straßengehen und der Zehnkampf. Gewertet wurde nach dem Standardsystem.

## Ergebnis
Außer im Bereich Wurf/Stoß lagen die US-Amerikaner überall vorn. Von den Einzelläufen gewannen sie sechs, die bundesdeutschen Vertreter vier. Die beiden Staffeln gingen ebenso wie das Bahngehen an die USA. In der Kategorie Sprung waren die US-Athleten in drei Wettbewerben erfolgreich, die bundesdeutschen Sportler entschieden hier nur den Hochsprung für sich. Drei Siege erzielte die Bundesrepublik in den Wurfdisziplinen, das Kugelstoßen verbuchte die USA auf ihrem Konto. So mussten die bundesdeutschen Leichtathleten eine erneute Niederlage gegen diesen Gegner hinnehmen, die mit 104 zu 118 Punkten allerdings moderat ausfiel.

## Bundesdeutscher Rekord
Im Hochsprung wurde der von Hermann Magerl 1972 aufgestellte bundesdeutsche Rekord egalisiert:
2,24 m – Carlo Thränhardt

## Legende
Kurze Übersicht zur Bedeutung der Symbolik – so üblicherweise auch in sonstigen Veröffentlichungen verwendet:
| BRe | Bundesdeutscher Rekord egalisiert |

## Resultate

### 100 m
| Platz | Athlet           | Land | Zeit (s) |
| ----- | ---------------- | ---- | -------- |
| 1     | Mike Kee         | USA  | 10,34    |
| 2     | Cliff Wiley      | USA  | 10,41    |
| 3     | Werner Bastians  | FRG  | 10,42    |
| 4     | Dieter Steinmann | FRG  | 10,51    |

Datum: 25. Juni

### 200 m
| Platz | Athlet                 | Land | Zeit (s) |
| ----- | ---------------------- | ---- | -------- |
| 1     | Bill Collins           | USA  | 20,75    |
| 2     | Cliff Wiley            | USA  | 20,80    |
| 3     | Franz-Peter Hofmeister | FRG  | 20,82    |
| 4     | Michael Gruse          | FRG  | 21,26    |

Datum: 26. Juni

### 400 m
| Platz | Athlet         | Land | Zeit (s) |
| ----- | -------------- | ---- | -------- |
| 1     | Stan Vinson    | USA  | 46,60    |
| 2     | Lothar Krieg   | FRG  | 46,61    |
| 3     | Bernd Herrmann | FRG  | 46,94    |
| 4     | Steve Campbell | USA  | 46,96    |

Datum: 25. Juni

### 800 m
| Platz | Athlet           | Land | Zeit (min) |
| ----- | ---------------- | ---- | ---------- |
| 1     | Willi Wülbeck    | FRG  | 1:47,5     |
| 2     | Brian Donahue    | USA  | 1:48,9     |
| 3     | Reiner Burmester | FRG  | 1:49,0     |
| 4     | James Robinson   | USA  | 1:49,0     |

Datum: 25. Juni

### 1500 m
| Platz | Athlet             | Land | Zeit (min) |
| ----- | ------------------ | ---- | ---------- |
| 1     | Mike Stack         | USA  | 3:59,9     |
| 2     | Thomas Wessinghage | FRG  | 4:00,0     |
| 3     | Michael Lederer    | FRG  | 4:00,4     |
| 4     | Phil Kane          | USA  | 4:00,7     |

Datum: 26. Juni

### 5000 m
| Platz | Athlet         | Land | Zeit (min) |
| ----- | -------------- | ---- | ---------- |
| 1     | Karl Fleschen  | FRG  | 13:48,2    |
| 2     | Peter Weigt    | FRG  | 13:48,2    |
| 3     | Randy Melancon | USA  | 14:00,7    |
| 4     | Randy Thomas   | USA  | 14:06,1    |

Datum: 25. Juni

### 10.000 m
| Platz | Athlet               | Land | Zeit (min) |
| ----- | -------------------- | ---- | ---------- |
| 1     | Hans-Jürgen Orthmann | FRG  | 28:35.2    |
| 2     | Detlef Uhlemann      | FRG  | 29:20,0    |
| 3     | Bruce Bickford       | USA  | 30:35,2    |

Datum: 26. Juni
Die USA stellte hier nur einen Läufer.

### 110 m Hürden
| Platz | Athlet              | Land | Zeit (s) |
| ----- | ------------------- | ---- | -------- |
| 1     | Robert Gaines       | USA  | 13,78    |
| 2     | Donnie Taylor       | USA  | 13,84    |
| 3     | Dieter Gebhard      | FRG  | 13,87    |
| 4     | Hans-Walter Schmitt | FRG  | 14,19    |

Datum: 26. Juni

### 400 m Hürden
| Platz | Athlet        | Land | Zeit (s) |
| ----- | ------------- | ---- | -------- |
| 1     | James King    | USA  | 50,46    |
| 2     | Rick Walker   | USA  | 51,04    |
| 3     | Harald Schmid | FRG  | 51,14    |
| 4     | Rolf Ziegler  | FRG  | 51,35    |

Datum: 25. Juni

### 3000 m Hindernis
| Platz | Athlet        | Land | Zeit (min) |
| ----- | ------------- | ---- | ---------- |
| 1     | Michael Karst | FRG  | 8:33,2     |
| 2     | George Malley | USA  | 8:36,4     |
| 3     | Josef Lechner | FRG  | 8:41,0     |
| 4     | Ron Addison   | USA  | 8:47,0     |

Datum: 25. Juni

### 4 × 100 m Staffel
| Platz | Besetzung      | Land                                                                | Zeit (s) |
| ----- | -------------- | ------------------------------------------------------------------- | -------- |
| 1     | USA            | Bill Collins Carl McCullough Cliff Wiley Mike Kee                   | 39,34    |
| 2     | BR Deutschland | Werner Bastians Karlheinz Weisenseel Dieter Steinmann Michael Gruse | 39,60    |

Datum: 25. Juni

### 4 × 400 m Staffel
| Platz | Besetzung      | Land                                                            | Zeit (min) |
| ----- | -------------- | --------------------------------------------------------------- | ---------- |
| 1     | USA            | Steve Campbell Wallace Carl McCullough Stan Vinson              | 3:04,3     |
| 2     | BR Deutschland | Günter Karge Franz-Peter Hofmeister Bernd Herrmann Lothar Krieg | 3:04,3     |

Datum: 26. Juni

### 10.000 m Bahngehen
| Platz | Athlet            | Land | Zeit (min) |
| ----- | ----------------- | ---- | ---------- |
| 1     | Neil Pyke         | USA  | 42:22,6    |
| 2     | Todd Sculley      | USA  | 42:41,8    |
| 3     | Alfons Schwarz    | FRG  | 43:13,6    |
| 4     | Heinrich Schubert | FRG  | 44:18,6    |

Datum: 26. Juni

### Hochsprung
| Platz | Athlet           | Land | Höhe (m) |
| ----- | ---------------- | ---- | -------- |
| 1     | Carlo Thränhardt | FRG  | 2,24 BRe |
| 2     | Wolfgang Killing | FRG  | 2,180000 |
| 3     | Franklin Jacobs  | USA  | 2,180000 |
| 4     | Ben Fields       | USA  | 2,180000 |

Datum: 26. Juni

### Stabhochsprung
| Platz | Athlet        | Land | Höhe (m) |
| ----- | ------------- | ---- | -------- |
| 1     | Larry Jesse   | USA  | 5,40     |
| 2     | Doug Laz      | USA  | 5,30     |
| 3     | Hans Gedrat   | FRG  | 5,20     |
| 4     | Günther Lohre | FRG  | 5,00     |

Datum: 26. Juni

### Weitsprung
| Platz | Athlet             | Land | Weite (m) |
| ----- | ------------------ | ---- | --------- |
| 1     | James Lofton       | USA  | 7,97      |
| 2     | Anthony Carter     | USA  | 7,93      |
| 3     | Hans Baumgartner   | FRG  | 7,63      |
| 4     | Hans-Jürgen Berger | FRG  | 7,55      |

Datum: 26. Juni

### Dreisprung
| Platz | Athlet           | Land | Weite (m) |
| ----- | ---------------- | ---- | --------- |
| 1     | Milan Tiff       | USA  | 16,63     |
| 2     | James Butts      | USA  | 16,49     |
| 3     | Wolfgang Kolmsee | FRG  | 16,23     |
| 4     | Klaus Kübler     | FRG  | 15,93     |

Datum: 25. Juni

### Kugelstoßen
| Platz | Athlet           | Land | Weite (m) |
| ----- | ---------------- | ---- | --------- |
| 1     | Sammy Walker     | USA  | 19,72     |
| 2     | Ralf Reichenbach | FRG  | 19,54     |
| 3     | Gerhard Steines  | FRG  | 19,25     |
| 4     | Colin Andersson  | USA  | 19,02     |

Datum: 26. Juni

### Diskuswurf
| Platz | Athlet           | Land | Weite (m) |
| ----- | ---------------- | ---- | --------- |
| 1     | Hein-Direck Neu  | FRG  | 64,36     |
| 2     | Alwin Wagner     | FRG  | 63,16     |
| 3     | Arthur Swarts    | USA  | 62,50     |
| 4     | James McGoldrick | USA  | 62,14     |

Datum: 25. Juni

### Hammerwurf
| Platz | Athlet          | Land | Weite (m) |
| ----- | --------------- | ---- | --------- |
| 1     | Karl-Hans Riehm | FRG  | 77,60     |
| 2     | Manfred Hüning  | FRG  | 71,62     |
| 3     | Emmitt Berry    | USA  | 67,20     |
| 4     | Ed Arcaro       | USA  | 62,92     |

Datum: 26. Juni

### Speerwurf
| Platz | Athlet           | Land | Weite (m) |
| ----- | ---------------- | ---- | --------- |
| 1     | Michael Wessing  | FRG  | 84,84     |
| 2     | Rod Ewaliko      | USA  | 83,78     |
| 3     | Klaus Wolfermann | FRG  | 76,96     |
| 4     | Anthony Hall     | USA  | 73,30     |

Datum: 26. Juni